# Club de restauration
Un club de restauration — en anglais dining club — est un club, qui requiert généralement une adhésion (qui peut être sélective), qui se réunit pour des dîners et des discussions régulièrement. Ils ont aussi parfois des invités.
Les Coefficients club, The Other Club et Ratio Club en sont des exemples.

## Club de restauration
Un club de restauration n'est pas à confondre avec un gentlemen's club, car il ne dispose pas de locaux permanents et change souvent les lieux de ses rencontres et de ses dîners, ni avec le social dining ou dîner social dont la philosophie est de partager un repas avec des connaissances ou des inconnus.
Ces clubs peuvent limiter leur accès à des critères très discriminatoires, c'est le cas du Coningsby Club qui n'accepte que des membres soit de l'OUCA (en) soit de la CUCA (en), les associations conservatrices des universités d'Oxford et de Cambridge respectivement[citation nécessaire]. D'autres sélectionnent leur candidat à l'issue d'une entrevue ou peuvent leur demander de payer des frais d'adhésion.
Aux États-Unis, les clubs qui limitent leur nombre d'adhérents aux étudiants d'une certaine université sont qualifiés d'eating club (en). Ils sont largement remplacés par les fraternités étudiantes aux États-Unis, les eating clubs n'existent plus que dans certains universités et certaines facultés, notamment l'université de Princeton.
Les clubs de restauration échangent souvent avec d'autres clubs du pays ou à l'international. Certains sont en mesure d'avoir des relations avec des clubs sociaux privés avec plus de facilité, ce qui leur permet de disposer de plus que des seules salles pour dîners, par exemple de disposer de chambres pour les invités spéciaux et même une salle de gym. C'est le cas du Penn Club of New York City (en) qui a des liens avec l'Indian House Club au 1 Hanover Space.

## Liste des clubs
(Liste non exhaustive, classée par dates de création).
| Fondations au 18e siècle - Kit-Cat Club (avant 1705) ; - Beefsteak Club (vers 1705) ; - October Club (1711-1714) ; - Society of Knights of the Round Table (1720) ; - Society of Dilettanti (1732) ; - Divan Club (1744-1746) ; - Friendly Brothers of St Patrick (avant 1750) ; - The Club (1764) ; - Lunar Society (1775-1813) ; - Bullingdon Club (1780) ; - Beaver Club (1785-1830s). | Fondations au 19e siècle - Canada Club (1810) ; - Trinity College Dublin Dining Club, London (vers 1810) ; - Grillions (1812) ; - Geological Society Dining Club (1824) ; - Raleigh Club (1827) ; - Pitt Club (1835) ; - Blue Boar Club (1851) ; - X-club (1864-1893) ; - Myrmidon Club (1865) ; - The Whitefriars Club (1868) ; - The 16' Club (vers 1875) ; - Canadian Club network (vers 1880), ; - United and Cecil Club (comme l'Union des Circonspections en 1881) ; - Omar Khayyám Club (1892) ; - Castaways' Club (1895) ; - Ye Cherubs (Queens', Cambridge) (1895) ; - The Chinese Club (1897) ; - Stock Exchange Luncheon Club (1898-2006). | Fondations au 20e siècle et 21e siècle - Nova Scotia Club (1900) ; - Coefficients (1902) ; - Square Club (1908) ; - Chatham Dining Club (1910) ; - The Other Club (1911) ; - Cercle de l'Union interalliée (1917) ; - Pudding Society (vers le 20e siècle ?) ; - Ratio Club (1949-1958) ; - Piers Gaveston Society (1977) ; - Strafford Club (1995). |

## Fiction
- The Thursday Club, un club de restauration mensuel, apparaissant dans le roman Les Trois Otages (en) de John Buchan.
- The Twelve True Fishermen est le nom d'un club fictionnel dans la nouvelle éponyme de G. K. Chesterton dans laquelle son détective Father Brown résout l'énigme de la disparition de l'argenterie du club.
- Le dîner annuel The Ten for Aristology dans la scène du meurtre de Poison à la Carte (en), histoire du détective Nero Wolfe (1960).

## Sources